# Justin Bieber
Justin Drew Bieber, kanadski pop/R&B pevec in besedilopisec, * 1. marec 1994, London, Ontario, Kanada.
Njegova kariera se je začela, ko je njegova mama na YouTube začela objavljati njegove video posnetke, tam pa ga je leta 2008 zasledil Scooter Braun, njegov kasnejši menedžer. Scooter Braun je Justina Bieberja poslal v Atlanto, Georgia, kjer se je srečal s pevcem Usherjem. Kmalu so podpisali pogodbo skupaj s podjetjem Brauna in Usherja imenovanim Raymond-Braun Music Group, kasneje pa še z založbami L.A. Reid in Island Def Jam.
Justin Bieber je postal znan s singlom One Time, ki je izšel leta 2009. Pesem je v več kot desetih državah na različnih lestvicah zasedla eno izmed prvih tridesetih mest. Novembra 2009 je sledil izid EP-ja My World, ki je v glavnem prejemal pozitivne ocene in dobil platinasto certifikacijo v Združenih državah Amerike, prislužil pa si je tudi naslov prvega glasbenega ustvarjalca, ki mu je uspelo uvrstiti sedem pesmi iz enega albuma na lestvico Billboard's Hot 100. Njegov prvi glasbeni album, My World 2.0, je izšel 23. marca 2010 in pristal na prvem mestu glasbene lestvice v Združenih državah Amerike, prav tako pa se je uvrstil med prvih deset pesmi glasbene lestvice v mnogih drugih državah. Pred tem je Justin Bieber januarja 2010 izdal pesem Baby.

## Zgodnje življenje
Justin Drew Bieber se je rodil v Londonu, Ontario, Kanada in odraščal v Stratfordu, Ontario. Njegova mama, Pattie Mallette, je bila v času, ko je zanosila, stara osemnajst let. Malletteova, ki je delala v pisarnah za nizko plačo, je Justina vzgojila kot samohranilka. Justin ohranja stike s svojim očetom, Jeremyjem Bieberjem. Med odraščanjem se je Justin Bieber sam naučil igrati na kitaro, trobento, bobne in klavir. Zgodaj leta 2007 je Justin Bieber pri dvanajstih letih zapel Ne-Yojevo pesem So Sick za lokalno pevsko tekmovanje v Stratfordu in dosegel drugo mesto. Njegova mama je posnetek njegovega nastopa objavila na YouTube, da bi ga lahko videli njegovi prijatelji in družina. Nato je nadaljevala z objavljanjem novih posnetkov in tako je rasla tudi Justinova popularnost..

## Kariera

### 2008: Odkritje
Med iskanjem videospotov raznih pevcev je Scooter Braun, nekdanji izvršni trgovec podjetja So So Def, na enega izmed videov Justina Bieberja iz leta 2007 kliknil po nesreči. Braun je izsledil kraj, kjer je Justin Bieber nastopil s pesmijo in nazadnje vzpostavil stik z Justinovo mamo Pattie Mallette. Malletteovi vse skupaj ni bilo preveč všeč; spomnila se je, da je molila: Bog, podarila sem ga tebi. Lahko bi mi poslal kristjana, krščansko založbo! Teden po tem, ko je priletel v Atlanto, je Justin pel za R&B pevca Usherja. Justin Bieber je kmalu za tem podpisal pogodbo z založbo Raymond Braun Media Group (RBMG), podjetjem Usherja in Brauna. Tudi Justin Timberlake naj bi po poročilih želel podpisati pogodbo z Bieberjem, vendar tega nazadnje ni naredil. Usher je nato uredil avdicijo za Bieberja z Antoniom L.A. Reidom iz založbe Island Def Jam Music Group, nato pa je Justin Bieber oktobra 2008 podpisal pogodbo z založbo Island Records, s čimer je imel Justin Bieber podpisano pogodbo z dvema založbama, RBMG in Island Records. Pri tisti točki se je Justin Bieber preselil v Atlanto, kjer živita tudi Usher in Braun, ter začel s kariero. Braun je postal njegov menedžer.

### 2009–2010: EPMy WorldinMy World 2.0
Njegov prvi singl, One Time, je na radijih izšel, ko je Justin Bieber še vedno snemal pesmi za svoj prvi album. Pesem je dosegla dvanajsto mesto na lestvici Canadian Hot 100 v prvem tednu od izdaje, julija 2009 in kasneje dosegel sedemnajsto mesto na lestvici Billboard Hot 100. Jeseni 2009 je Justin Bieber začel uživati mednarodni uspeh. Pesem je prejela platinasto certifikacijo v Kanadi in Združenih državah Amerike ter zlato certifikacijo v Avstraliji in na Novi Zelandiji. Njegov prvi album, EP My World, je izšel 17. novembra 2009. Trije zaporedni singli, One Less Lonely Girl, Love Me in Favorite Girl, so ekskluzivno izšli preko trgovine iTunes store in se vsi uvrstili med prvih štirideset pesmi na lestvici Billboard Hot 100. Pesem One Less Lonely Girl je izšla tudi preko radia in se uvrstila med prvih petnajst pesmi na glasbenih lestvicah v Kanadi in Združenih državah Amerike ter kasneje prejela zlato certifikacijo. EP My World je kasneje prejel platinasto certifikacijo v Združenih državah Amerike in Kanadi ter srebrno certifikacijo v Veliki Britaniji. Za promocijo albuma je Justin Bieber v živo nastopal v več oddajah, kot so mtvU-jeva VMA 09 Tour, evropejski program The Dome, YTV-jevi The Next Star in v The Today Show, The Wendy Williams Show, Lopez Tonight, The Ellen DeGeneres Show, It's On with Alexa Chung, Good Morning America, Chelsea Lately ter v BET-ovi 106 & Park, kjer se je pojavil skupaj z Rihanno. Justin Bieber je pozno leta 2009 igral tudi v eni epizodi televizijske serije True Jackson, VP.
Justin Bieber je s Steviejevo Wonderjevo pesmijo Someday at Christmas nastopil za ameriškega predsednika Baracka Obamo in prvo ženo, Michelle Obama na prireditvi Christmas in Washington, ki je izšla 20. decembra 2009 na kanalu TNT. Justin Bieber je 31. decembra 2009 nastopil na prireditvi Dick Clark's New Year's Rockin' Eve with Ryan Seacrest. Justin Bieber je nastopil na 52. podelitvi Grammyjev 31. januarja 2010. Povabljen je bil za to, da bi prevzel vlogo enega izmed vokalistov v pesmi We Are The World v odziv za potres na Haitiju leta 2010. Justin Bieber je v pesmi zapel kitico, ki jo je v originalni verziji pel Lionel Richie. 12. marca 2010 so mladi kanadski glasbeniki, poznani pod imenom Young Artists for Haiti posneli verzijo K'naanove pesmi Wavin' Flag. Tudi Justin Bieber je nastopal v pesmi in sicer je zapel zadnjo kitico.
Pesem Baby, glavni singl iz njegovega albuma My World 2.0, v kateri poje tudi Ludacris, je izšla v januarju 2010 in postala velika uspešnica, ki je dosegla peto mesto v Združenih državah Amerike in se v sedmih tujih državah uvrstila med najboljših deset pesmi. Dva digitalna singla, Never Let You Go in U Smile, sta se uvrstila med prvih trideset pesmi na lestvici U.S. Billboard Hot 100 in med prvih dvajset v Kanadi. Po mnenju kritika revije Metacritic, je album v glavnem dobil pozitivne ocene. Album se je uvrstil na prvo mesto na lestvici U.S. Billboard 200. To ga je naredilo za najmlajšega moškega ustvarjalca, ki se je kdaj pojavil na vrhu te lestvice vse od leta 1963, ko je to uspelo Stevieju Wonderju. Album My World 2.0 je pristal na prvem mestu lestvic Canadian Albums Chart, Irish Albums Chart, Australian Albums Chart inNew Zealand Albums Chart ter se uvrstil med prvih deset albumov na lestvici v petnajstih drugih državah. Da bi promoviral album se je Justin Bieber pojavil in/ali nastopil na oddajah, kot so The View, American Idol, Nightline, The Late Show with David Letterman, The Dome in 106 and Park. 10. aprila 2010 je bil tudi glasbeni gost v oddaji Saturday Night Live. 4. julija 2010 je Justin Bieber nastopil na Macyjevi četrti prireditvi julijskega spektakla z ognjemeti v New Yorku. Drugi singl iz albuma, My World 2.0, Somebody to Love, je izšel aprila leta 2010, remix pa je vključeval Biebrovega mentorja, Usherja. V juniju 2010 je pesem dosegla petnajsto mesto na lestvici Billboard Hot 100.

### 2010–danes: Turneja My World Tour in delo na drugem glasbenem albumu
23. junija 2010 je Justin Bieber začel s svojo prvo samostojno turnejo in sicer v Hartfordu, Connecticut, da bi promoviral EP My World in album My World 2.0. Turneja se je imenovala My World Tour in se bo končala v decembru leta 2010. V juliju 2010 je Justin Bieber uradno postal najbolj iskana slavna oseba na internetu. Istega meseca je videospot njegove pesmi Baby prehitel videospot za pesem Bad Romance Lady Gaga in postal največkrat ogledan video na YouTubeu vseh časov.
Justin Bieber je na svojem drugem glasbenem albumu začel delati v juliju 2010 v New Yorku. Zaradi mutiranja je dobil globlji glas kot ga je imel, ko je snemal svoj prvi album. V aprilu 2010 je pevec govoril o spremembi svojega glasu: Mutiram. Kot vsak najstnik se soočam s tem in imam najboljšega učitelja petja na svetu. [...] Nekaterih tonov na pesmi 'Baby' ne morem več zapeti. Zdaj moram peti v nižjih legah. Britanski pevec in tekstopisec Taio Cruz je v juliju 2010 potrdil, da piše pesmi za naslednji glasbeni album. Hip-hop producent Dr. Dre je produciral dve pesmi z Bieberjem v juliju 2010, vendar se še ne ve, če sta bili posneti za album, ki naj bi izšel v letu 2011.
Justin Bieber je zaigral v CBS-jevi televizijski seriji Na kraju zločina v epizodi, ki je bila predvajana 23. septembra 2010. Justin Bieber je zaigral tudi v 3-D filmu o sebi, ki ga je režiral Jon Chu, režiser filma Odpleši svoje sanje, in je prišel v kinematografe leta 2011.

## Javna podoba
Po mnenju Jana Hoffmana iz revije The New York Times, Bieber ilustrira dvoreznost YouTubea. Dolgo pred izidom EP-ja My World, sredi novembra, so videi iz YouTubea pritegnili milijone gledalcev. Braun je prepoznal nrvarnost. Ko je Justin Bieber priletel k njemu v Atlanto, je Braun njegov uspeh najprej nameraval graditi na podlagi YouTubea in Bieber je posnel še več videov in jih objavil na YouTubeu. Dejal sem: 'Justin poje, kot da ni nikogar v sobi. Ampak ne uporabimo dragih kamer.' Prepustili bomo otrokom, naj oni opravijo delo, tako da bodo čutili, da je zares njihov, se spominja Braun. Justin Bieber je še naprej objavljal svoje posnetke na YouTubeu in si odprl račun na Twitterju, s čimer je lahko redno komuniciral z oboževalci; avgusta 2010 so poročali, da njegov račun obiskuje več kot 4,5 milijonov oboževalcev. Načrti služijo tudi za trženje; videospot za pesem One Time, na primer, se je tam začel prodajati kmalu za tem, ko so ga objavili na YouTubeu.
Usher je komentiral, da sta bila z Justinom Bieberjem sicer oba enake starosti, ko sta podpisala pogodbo z založbo, vendar sem se imel jaz možnost privajati na svoj uspeh, medtem ko se je Bieberju zgodilo hipoma. Rezultat tega je, da ga Usher, Braun, njegov telesni stražar Kenny in ostali odrasli okoli njega učijo, kako se soočati s slavo in upravljati z javno podobo. Potem, ko je podpisal pogodbo z Justinom Bieberjem, je Usher enega izmed svojih bivših asistentov, Ryana Gooda, imenoval za njegovega cestnega menedžerja in stilista. Ryan Good, ki so ga nekoč imenovali za Bieberjevega trenerja za šopirjenje, ki je ustvaril njegov ulični videz za pevca, ki ga sestavljajo kape za bejzbol, jopice s kapuco, pasje verige in neokusne superge. Amy Kaufman iz revije The Los Angeles Times je napisala: Čeprav je izdelek srednjerazrednega primestnika, vzgojenega v Stratfordu, Ontario, je Bieberjev način vzgoje in govora ('Kako gre?' ali 'Je kot, saj veste, karkol' že') kažeta, da posnema svoje najljubše raperje.
O Justinu Bieberju pogosto pišejo v najstniških revijah, kot na primer Tiger Beat in je večkrat označen za najstniškega lomilca src.

### Problemi s kontroliranjem gneče
Bieberjeva popularnost je povzročila pomisleke glede varnosti. Med promocijo EP-ja My World naj bi Justin Bieber nastopil na Long Islandu, New York v nakupovalnem centru Roosevelt Field Mall, vendar so nastop morali odpovedati. Dogodka se ni moglo več nadzorovati in na koncert so morali poklicati petintrideset policijskih enot iz Nassau Countyja in Garden Cityja. Mnogi oboževalci so se lažje poškodovali. Policija je aretirala višjega podpredsednika založbe Island Records, Jamesa A. Roppa, ki naj bi po poročilih oviral policijska prizadevanja za nadziranje množice s tem, da ni pravočasno sporočil navodila policije na Twitterju. James Roppo nazadnje ni bil spoznan za krivega. 24. marca 2010 je bil aretiran menedžer Justina Bieberja, Scooter Braun, je bil aretiran zaradi nepremišljenega ogrožanja druge stopnje in zaradi kazenske neprijetnosti v zvezi z nesrečo. Braun ni bil spoznan za krivega za nobeno izmed obtožb in kasneje so ga izpustili..
26. aprila 2010 je avstralska policija ukinila reden promocijski nastop, saj se je skupina deklet ponesrečila v gneči. Bieber je kasneje zapel tri pesmi za oddajo na kanalu Channel Seven, Sunrise. V sporočilu, ki ga je Justin Bieber po nesreči objavil na Twitterju, je napisal: Naj vam tole razjasnim ... jaz ne odpovem. Sporočilo se je nadaljevalo: To jutro sem se zbudil in povedali so mi, da je policija odpovedala koncert zaradi varnostnih razlogov. Sem zelo vesel dobrodošlice in ljubezni po svetu, vendar si želim, da bi moji oboževalci vedeli, da je varnost na prvem mestu. Na koncu dne vam vsem želim, da uživate v glasbi.

### Tarča kritik in potegavščin
Ob Justina Bieberja se večkrat obregajo, ker naj bi bil videti mlajši kot večina njegovih vrstnikov, zaradi njegovega ženstvenega videza, njegove teen pop glasbe, njegove javne podobe in medijske pozornosti, ki jo uživa. Bil je tarča posmeha internetnih blogerjev in raznih internetnih forumov - večkrat so se mu posmehovali člani foruma 4chan, YouTubea in več skupin na Facebooku. Del posmehovanja je bila tudi kampanja, imenovana Sifilis Justina Bieberja, ki je bila ena izmed desetih najbolj iskani spletnih strani; mnogi njegovi posnetki, objavljeni na YouTubeu, so bili spremenjeni tako, da so uporabnike, ki so jih odprli, preusmerili na razne strani za odrasle ali pa se je pojavilo sporočilo, da je bil Justin Bieber ubit v prometni nesreči; njegovo fotografijo na spletni strani Last.fm so predelali v pornografsko; začele so krožiti tudi govorice, da je Bieber umrl, se pridružil kultu ali celo, da so njegovi mami ponudili $550.000 za to, da bi za revijo Playboy pozirala gola - nobena izmed govoric ni bila resnična. Vse to je prisililo prizadeta podjetja k temu, da so obnovila varnostne protokole, da bi popravile škodo in celo Justin Bieber sam je preko Twitterja objavil sporočilo, v katerem je povedal, da je še vedno živ in da so bile govorice o njegovi mami samo poskus, da bi me iztržili in me javnosti predstavili kot čudaškega.
Najbolj opazna je bila kampanja, preko katere naj bi Justin Bieber odpotoval v Severno Korejo, da bi nastopil na koncertu, ki je bil del njegove turneje poimenovane My World Tour. To kampanjo je sprožilo nekaj uporabnikov foruma 4chan, ki so za to državo glasovali na spletni strani turneje; drugo mesto je zasedel Izrael, za katerega so glasovali Izraelci, ki so se želeli udeležiti turneje. Obstajala je precejšnja verjetnost, da bi guverner Severne Koreje pustil nastopiti v državi ali organizirati koncert in vstopiti v državo. Universal Music Group je zanikala, da je vpletena v anketo, ki je postala tarča spletnih potegavščin. UMG-jev tiskovni predstavnik je BBC News povedal, da je bila vse skupaj šala, kasneje pa zadeve ni več komentiral.
Pojasnila zakaj je Justin Bieber tarča raznih potegavščin in kritik vključujejo tako njegov uspeh pri mladih letih in njegovo podobo; Nick Collins iz revije The Daily Telegraph je, na primer, napisal: Zdi se, da je Bieberjeva podoba zaradi stavke še posebej slabo končala s kritikami preko interneta, komentiranjem njegove mladosti, njegovih teen-pop pesmi, njegove podobe lomilca src najstniških deklet in njegovega govora.

## Diskografija

### Albumi
| Leto | Opombe                               | Dosežki | Dosežki | Dosežki | Dosežki | Dosežki | Dosežki | Dosežki | Dosežki | Dosežki |
| Leto | Opombe                               | CAN     | US      | AUS     | FRA     | AUT     | IRE     | NL      | SWI     | UK      |
| ---- | ------------------------------------ | ------- | ------- | ------- | ------- | ------- | ------- | ------- | ------- | ------- |
| 2010 | My World 2.0 - Oblika: CD, digitalno | 1       | 1       | —       | 4       | 3       | 6       | 4       | 11      | 3       |
| 2011 | Under the Mistletoe                  |         |         |         |         |         |         |         |         |         |
| 2012 | Believe                              |         |         |         |         |         |         |         |         |         |
| 2015 | Purpose                              |         |         |         |         |         |         |         |         |         |
| 2020 | Changes                              |         |         |         |         |         |         |         |         |         |
| 2021 | Justice                              |         |         |         |         |         |         |         |         |         |

### EP-ji
| Leto | Opombe                           | Dosežki | Dosežki | Dosežki | Dosežki | Dosežki | Dosežki | Dosežki | Dosežki | Dosežki | Certifikacije                                                                         |
| Leto | Opombe                           | CAN     | US      | AUS     | AUT     | GER     | IRE     | NL      | SWI     | UK      | Certifikacije                                                                         |
| ---- | -------------------------------- | ------- | ------- | ------- | ------- | ------- | ------- | ------- | ------- | ------- | ------------------------------------------------------------------------------------- |
| 2009 | My World - Oblika: CD, digitalno | 1       | 5       | 79      | 18      | 18      | 11      | 52      | 39      | 3       | - Kanada: Platinasto - Združene države Amerike: Platinasto - Velika Britanija: Srebro |

### Singli
| 2009 | One Time                                        | 12 | 17 | 11 | 30 | 13 | 14 | 31 | 74 | 27 | 6  | - Avstralija: Zlato              | My World (EP) |
| 2009 | One Less Lonely Girl                            | 10 | 16 | 62 | 54 | —  | 22 | —  | —  | 91 | —  | - Združene države Amerike: Zlato | My World (EP) |
| 2010 | Baby (skupaj z Ludacrisom)                      | 3  | 5  | 3  | 27 | 5  | 22 | 7  | 49 | 11 | 4  |                                  | My World 2.0  |
| 2010 | Somebody to Love                                | 10 | 15 | 20 | 43 | —  | 16 | 33 | 12 | —  | 33 |                                  | My World 2.0  |
| 2010 | U Smile                                         | 17 | 27 | —  | —  | —  | —  | —  | —  | —  | 98 |                                  | My World 2.0  |
| 2010 | "—" pomeni, da se na lestvico pesem ni uvrstila |    |    |    |    |    |    |    |    |    |    |                                  |               |

### Digitalni singli
| 2009                                            | Love Me                                    | 12 | 37 | 71 | 100 | My World (EP) |
| 2009                                            | Favorite Girl                              | 15 | 26 | 76 | —   | My World (EP) |
| 2010                                            | Never Let You Go                           | 14 | 21 | —  | —   | My World 2.0  |
| 2010                                            | Never Say Never (skupaj z Jadenom Smithom) | 11 | 33 | 38 | 26  | Karate Kid    |
| "—" pomeni, da se na lestvico pesem ni uvrstila |                                            |    |    |    |     |               |

### Nesamostojni singli
| 2010                                            | We Are the World: 25 for Haiti            | 7  | 2  | 18 | 9 | 8  | Brez albuma  |
| 2010                                            | Wavin' Flag                               | 1  | —  | —  | — | —  | Brez albuma  |
| 2010                                            | Eenie Meenie (skupaj s Seanom Kingstonom) | 14 | 30 | 30 | — | 13 | My World 2.0 |
| "—" pomeni, da se na lestvico pesem ni uvrstila |                                           |    |    |    |   |    |              |

### Ostali singli
| 2009 | Down to Earth                                   | 61           | 79 | My World (EP) |
| 2009 | Bigger                                          | 78           | 94 | My World (EP) |
| 2009 | First Dance (skupaj z Usherjem)                 | 88           | 99 | My World (EP) |
| 2009 | Common Denominator                              | 72           | —  | My World (EP) |
| 2010 | That Should Be Me                               | My World 2.0 | —  | 92            |
| 2010 | Stuck in the Moment                             | My World 2.0 | —  | 125           |
| 2010 | Overboard (skupaj z Jessico Jarrell)            | My World 2.0 | —  | —             |
| 2010 | Kiss and Tell                                   | My World 2.0 | —  | —             |
| 2010 | "—" pomeni, da se na lestvico pesem ni uvrstila | My World 2.0 |    |               |

### Nesamostojne pesmi
| Leto | Pesem                    | Ustvarjalec         | Album           |
| ---- | ------------------------ | ------------------- | --------------- |
| 2010 | Somebody to Love (remix) | Usher               | Versus          |
| 2010 | Rich Girl                | Soulja Boy Tell 'Em | The DeAndre Way |

### Videospoti
| Leto | Pesem                         | Režiser        |
| ---- | ----------------------------- | -------------- |
| 2009 | One Time                      | Vashtie Kola   |
| 2009 | One Less Lonely Girl          | Roman White    |
| 2010 | Baby                          | Ray Kay        |
| 2010 | Never Let You Go              | Colin Tilley   |
| 2010 | We Are the World 25 for Haiti | Paul Haggis    |
| 2010 | Eenie Meenie                  | Ray Kay        |
| 2010 | Somebody To Love              | Dave Myers     |
| 2010 | Never Say Never               | Honey          |
| 2010 | Love Me                       | Alfredo Flores |

## Turneje
- Urban Behavior Tour (2009)
- My World Tour (2010)
- Purpose tour(2016)

Spremljevalni glasbenik
- Fearless Tour (2009), Velika Britanija

## Filmografija
| Leto | Naslov              | Vloga            | Opombe     |
| ---- | ------------------- | ---------------- | ---------- |
| 2009 | True Jackson, VP    | On               | Gost       |
| 2009 | My Date With...     | On               | Gost       |
| 2010 | Silent Library      | On               | Gost       |
| 2010 | School Gyrls        | On               | Cameo      |
| 2010 | Saturday Night Live | Gost/nastopajoči |            |
| 2010 | Na kraju zločina    | Jason McCann     | Več epizod |

## Nagrade in nominacije
| Leto | Nagrada                                | Kategorija                           | Delo         | Rezultat  |
| ---- | -------------------------------------- | ------------------------------------ | ------------ | --------- |
| 2010 | BET Award                              | Najboljši novi ustvarjalec           | -            | Nominiran |
| 2010 | Juno Award                             | Album leta                           | My World     | Nominiran |
| 2010 | Juno Award                             | Pop album leta                       | My World     | Nominiran |
| 2010 | Juno Award                             | Novi ustvarjalec leta                | -            | Nominiran |
| 2010 | MTV Video Music Award                  | Najboljši novi ustvarjalec           | Baby         | Prejel    |
| 2010 | MuchMusic Video Award                  | Mednarodni videospot leta (kanadski) | Baby         | Prejel    |
| 2010 | MuchMusic Video Award                  | Naš najljubši videospot              | Baby         | Prejel    |
| 2010 | MuchMusic Video Award                  | Naš najljubši ustvarjalec            | -            | Prejel    |
| 2010 | MuchMusic Video Award                  | Mednarodni videospot leta (kanadski) | One Time     | Nominiran |
| 2010 | Myx Music Award (Filipini)             | Najljubši mednarodni videospot       | One Time     | Nominiran |
| 2010 | Teen Choice Award                      | Moški ustvarjalec                    | -            | Prejel    |
| 2010 | Teen Choice Award                      | Pop album                            | My World 2.0 | Prejel    |
| 2010 | Teen Choice Award                      | Preboj ustvarjalca - moški           | -            | Prejel    |
| 2010 | Teen Choice Award                      | Glasbena zvezda - moški              | -            | Prejel    |
| 2010 | Teen Choice Award Fanatični oboževalci |                                      | -            | Nominiran |
| 2010 | TRL Award (Italija)                    | Najboljši mednarodni akt             | -            | Prejel    |
| 2010 | World Music Award                      | Najboljši pop akt                    | -            | Nominiran |
| 2010 | World Music Award                      | Najboljši novi ustvarjalec           | -            | Nominiran |
| 2010 | Young Hollywood Award                  | Novinec leta                         | -            | Prejel    |